# Rainer Gutjahr
Rainer Gutjahr (* 15. Dezember 1950) ist ein deutscher Kameramann.
Rainer Gutjahr war von Anfang der 1970er Jahre bis 2011 als Kameramann tätig, dabei in den ersten Jahren noch als Kameraassistent. Sein Einsatzgebiet waren Fernsehserien und -filme. Bis 2011 wirkte er an 56 Produktionen mit.

## Filmografie (Auswahl)
- 1974: Wir pfeifen auf den Gurkenkönig
- 1977: Planübung
- 1985: Unsere schönsten Jahre (Fernsehserie, 6 Folgen)
- 1985–1986: Polizeiinspektion 1 (Fernsehserie, 26 Folgen)
- 1989: Karambolage
- 1994–1996: Ärzte (Fernsehreihe, 6 Folgen)
- 1996–1997: Wildbach (Fernsehserie, 9 Folgen)
- 1998: Natalie III – Babystrich online
- 2000: Am Ende siegt die Liebe
- 2000–2004: Das Traumschiff (Fernsehreihe, 3 Folgen)
- 2001: Zwei unter einem Dach
- 2001: Tatort: Exil!
- 2001–2002: Wilder Kaiser (Fernsehserie, 4 Folgen)
- 2002: Tatort: Der Passagier
- 2003: Tatort: Harte Hunde
- 2004–2011: Die Rosenheim-Cops (Fernsehserie, 32 Folgen)
- 2005: Die Schwarzwaldklinik – Die nächste Generation
- 2005: Die Schwarzwaldklinik – Neue Zeiten
- 2006: Inga Lindström: Die Frau am Leuchtturm
- 2006–2009: Zwei Ärzte sind einer zu viel (Fernsehreihe, 5 Folgen)
- 2010: Um Himmels Willen (Fernsehserie, 7 Folgen)
- 2011: Liebe ohne Minze